# Г'ю Едвін Стрікланд
Г'ю Е́двін Стрі́кланд (англ. Hugh Edwin Strickland; *2 березня 1811 — †14 вересня 1853) — британський орнітолог, геолог та систематист.

## Інтернет-ресурси
- The Correspondence of Hugh Edwin Strickland

1. 1 2 3  Kindred Britain